# Зеєв Бен-Хаїм
Зеєв Бен-Хаїм (івр. זאב בן-חיים, уродж. Вольф Гольдман, 28 грудня 1907, Мостиська, Австро-Угорщина — 6 серпня 2013, Єрусалим) — ізраїльський лінгвіст-семітолог. Один із засновників Академії мови іврит та її другий президент (1973—1981), редактор «Історичного словника мови іврит». Лауреат Премії Ізраїлю в галузі юдаїки за 1964 рік, член Ізраїльської академії наук з 1966 року.